# Фазотрон

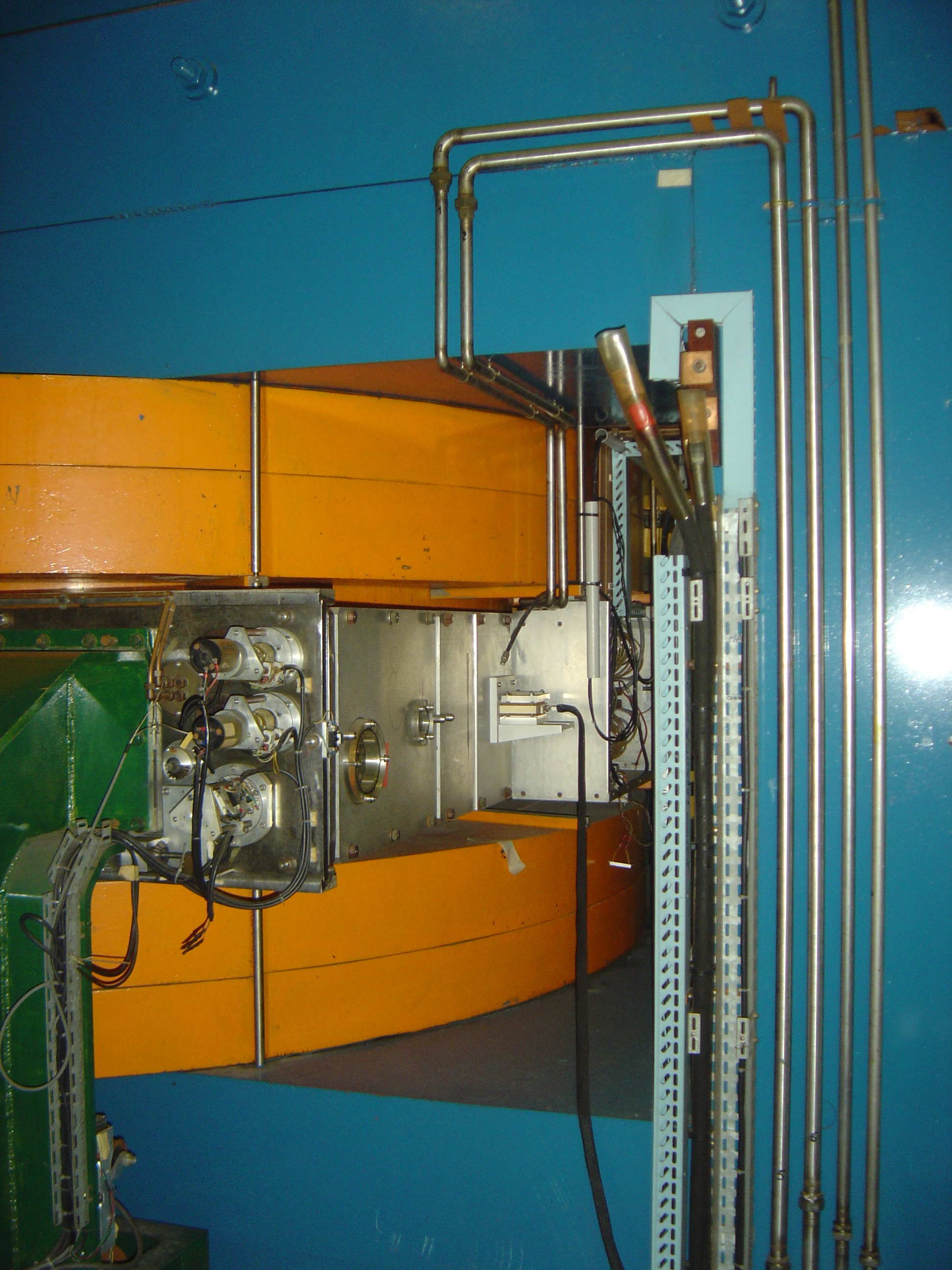
Частина магніту синхроциклотрона центру протонної терапії в Орсе, Франція.

Фазотро́н або синхроциклотрон — прискорювач заряджених частинок, близький за будовою до циклотрона, однак зі змінною частотою електричного поля, в якому відбувається прискорення частинок.
Робота циклотрона базується на тому, що циклотронна частота не залежить від швидкості частинки. Однак це справедливо лише для нерелятивістських частинок, для яких маса близька до маси спокою. Коли зі збільшенням енергії частинки зростає її маса, то циклотронна частота зменшується.
{\displaystyle \omega _{H}=\omega _{H0}{\sqrt {1-{\frac {v^{2}}{c^{2}}}}}},
де {\displaystyle \omega _{H}} — циклотронна частота, {\displaystyle \omega _{H}} — циклотронна частота для випадку, коли маса частинки дорівнює масі спокою, v — швидкість частинки, c — швидкість світла у вакуумі.
Таким чином, зі зростанням маси частинки у циклотроні проходитимуть півперіод обертання під дуантами довше і вибиватимуться із фази. Для того, щоб такі швидкі частинки попадали в фазу необхідно зменшити частоту генератора, який задає електричне поле в проміжку між дуантами таким чином, щоб вона завжди збігалася з циклотронною частотою. Саме це зменшення частоти при збільшенні енергії частинок покладене в основу роботи фазотрона.
При роботі фазотрона відбувається автофокусування: на частинки, які випереджають інші, діють поля, що їх гальмують, а на частинки, що відстають від інших, діють поля, які їх прискорюють, що сприяє стабілізації пучка.
У фазотроні можна прискорити протони до енергії у 700 МеВ і більше.
Ідея створення фазотронів належить В. Й. Векслеру та Е. Макміллану.